# مجموع‌یابی
در ریاضیات مجموع‌یابی (با نماد یونانی سیگما: Σ) جمعی از دنباله اعداد است.